# Pleumartin

Pleumartin este o comună în departamentul Vienne, Franța. În 2009 avea o populație de 1,196 de locuitori.